# NSU Superfox

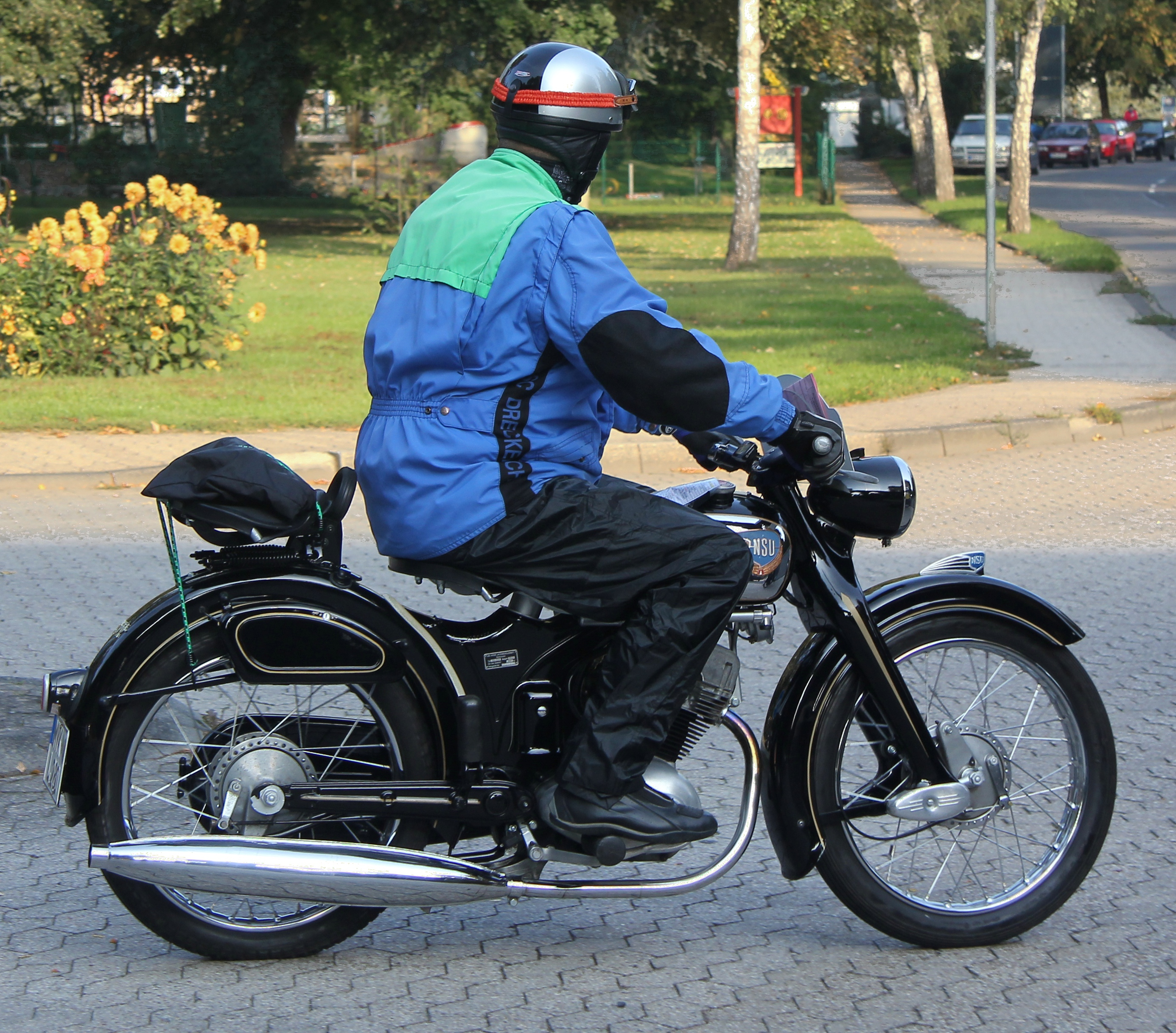
NSU Superfox bei der Moselschiefer-Classic 2011

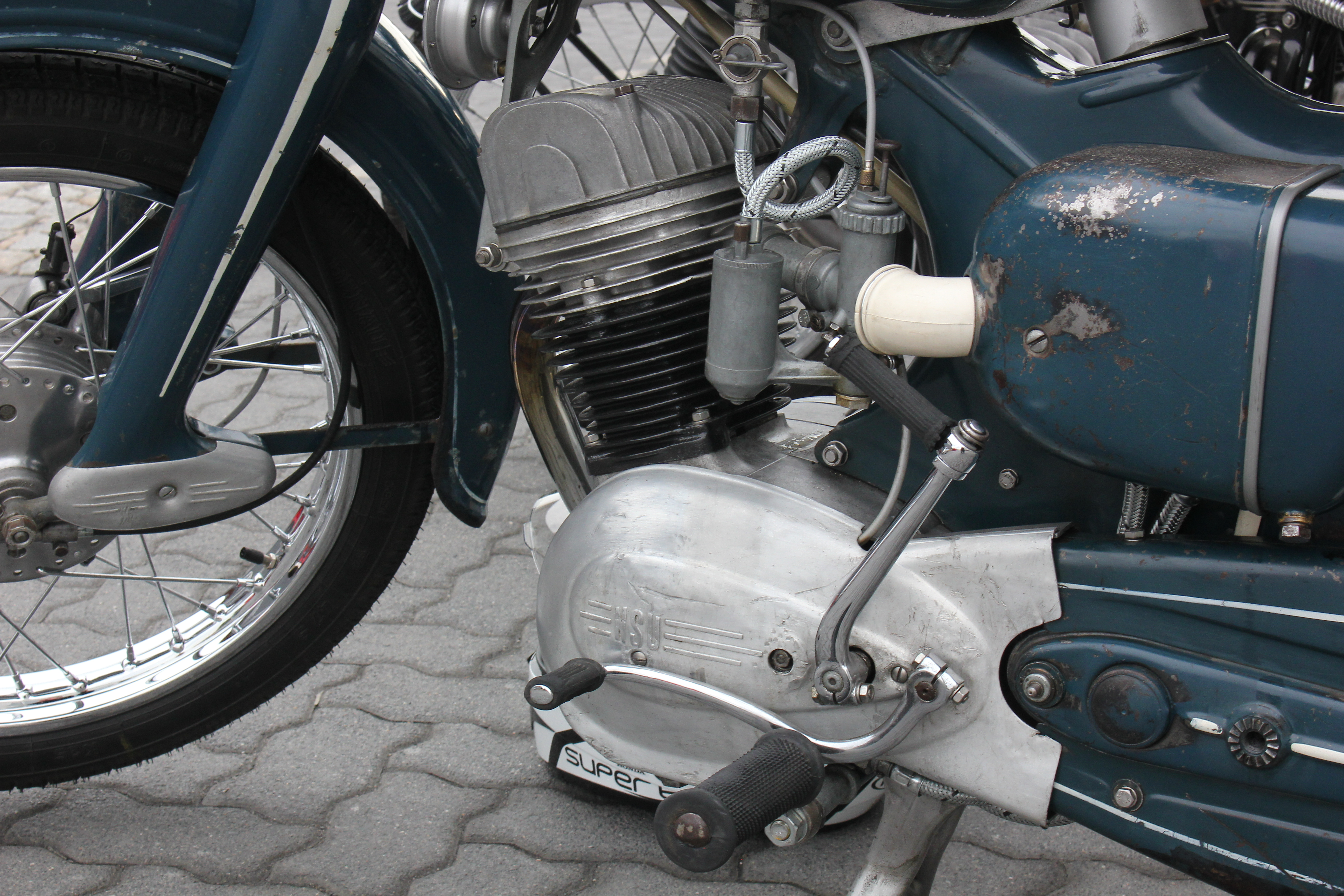
Motor der Superfox

Die NSU Superfox 125 OSB ist ein Motorrad der NSU Werke AG in Neckarsulm, das von 1955 bis 1957 gebaut wurde.

## Merkmale
Die NSU Superfox löste im Jahr 1955 die NSU Fox 101 OSB/125 ZB ab. Anders als der Name vermuten lässt, war sie konstruktiv jedoch weniger eine Weiterentwicklung der ursprünglichen Fox, sondern war eher eine verkleinerte NSU Max.
Dies zeigt sich unter anderem in der Konstruktion des Motors, der nun wie bei der Max mit „Ultramax-Steuerung“ versehen war; das heißt die nun obenliegende Nockenwelle wurde über eine mit halber Kurbelwellendrehzahl laufende Zwischenwelle und zwei um eine Vierteldrehung versetzte Schubstangen angetrieben. Der innere Aufbau von Motor und Getriebe und damit die Lage der voll gekapselten Antriebskette auf der linken Fahrzeugseite zeigen aber noch die Abstammung von der NSU Fox.
Wie bei der Max und der Lux führte NSU die Ansaugluft vor dem Luftfilter nun durch den Rahmen – sogenannte „Beruhigte Luft“ – und der Motor hatte eine Druckumlaufschmierung statt der einfachen Tauchschmierung der Fox.
Auch die Konstruktion von Rahmen und Fahrwerk waren jetzt stark an Max und Lux angelehnt aber deutlich kleiner und leichter gehalten. Vorder- und Hinterrad waren jetzt austauschbar und durch Steckachsen schnell zu montieren. Einige Teile (Werkzeugkasten, Batteriekasten) gleichen denen der Max.
Weitere zeittypische Neuerungen waren der Profillenker aus Pressblech, in dem die Kabelzüge fast unsichtbar verborgen waren.
Die Superfox war ein Werk von NSU-Chefkonstrukteur Albert Roder. Sie war in den Farben Schwarz mit goldenen Zierlinien und Christianablau mit weißen Zierlinien erhältlich.

## Technische Daten
| 125 OSB (Superfox)    | 125 OSB (Superfox)                                                              |
| --------------------- | ------------------------------------------------------------------------------- |
| Baujahre              | 1955–1957                                                                       |
| Motor                 | fahrtwindgekühlter Einzylinder-Viertaktmotor, Kickstarter                       |
| Ventilsteuerung       | obenliegende Nockenwelle, Antrieb mit Schubstangen („Ultramax-Steuerung“)       |
| Bohrung × Hub         | 52 × 58 mm                                                                      |
| Hubraum               | 123 cm³                                                                         |
| Verdichtung           | 8,5 : 1                                                                         |
| Nennleistung          | 8,8 PS (6,5 kW) bei 6500/min                                                    |
| Gemischaufbereitung   | Bing-Vergaser AJ 2/20/16                                                        |
| Schmierung            | Druckumlaufschmierung                                                           |
| Kupplung              | Mehrscheiben-Trockenkupplung                                                    |
| Getriebe              | 4-Gang-Getriebe mit Fußschaltung                                                |
| Endantrieb            | Kette (vollgekapselt)                                                           |
| Rahmen                | Pressstahlrahmen                                                                |
| Maße (L × B × H)      | 1987 × ? × ? mm                                                                 |
| Radstand              | 1285 mm                                                                         |
| Radaufhängung vorn    | geschobene Kurzschwinge, hydraulisch gedämpft                                   |
| Radaufhängung hinten  | gezogene Langarmschwinge, mit Zentralfederbein abgestützt, hydraulisch gedämpft |
| Felgengröße vorn      | Drahtspeichenrad, 19″                                                           |
| Felgengröße hinten    | Drahtspeichenrad, 19″                                                           |
| Bereifung vorn        | 2,75–19″; später: 3,00–19″                                                      |
| Bereifung hinten      | 2,75–19″; später: 3,00–19″                                                      |
| Bremse vorn           | Innenbacken-Trommelbremsen (Vollnaben), ø 140 mm                                |
| Bremse hinten         | Innenbacken-Trommelbremsen (Vollnaben), ø 140 mm                                |
| Leergewicht           | 116 kg                                                                          |
| Tankinhalt            | 10,8 Liter                                                                      |
| Normverbrauch (a)     | 2,7 l/100 km                                                                    |
| Höchstgeschwindigkeit | 95 km/h                                                                         |

Quellen: 

## Markterfolg
Als die Superfox im Jahr 1955 auf den Markt kam, war die Nachfrage nach Motorrädern schon erheblich zurückgegangen. Obwohl die Superfox  moderner war als die alte Fox, mehr wie ein richtiges Motorrad aussah und deutlich mehr Leistung hatte, wurden in den drei Jahren 1955 bis 1957 nur 15.530 Stück gebaut.
Nachfolgerin war ab 1957 die NSU Maxi 175 OSB, im Prinzip eine auf 175 cm³ Hubraum vergrößerte Superfox mit seitlichen Federbeinen statt Zentralfederbein hinten. Allerdings verwendete NSU bei der Maxi erstmals 18-Zoll-Räder statt der bis dahin durchweg verwendeten 19-Zoll-Räder.

## Zulassungsrechtliches (Deutschland)
Ursprünglich war die Superfox zulassungsrechtlich ein vollwertiges Kraftrad. Sie war zulassungs-, steuer- und versicherungspflichtig, hatte einen Fahrzeugbrief und Fahrzeugschein und musste mit dem Motorradführerschein der Klasse 1 gefahren werden.
Mitte der 1990er Jahre wurde die Grenze für Leichtkrafträder von 80 cm³ auf 125 cm³ erhöht, in die das Modell nun eingeordnet wurde.
Damit ist sie nicht mehr zulassungspflichtig und steuerfrei. Statt eines Fahrzeugbriefes braucht sie jetzt nur noch eine Betriebserlaubnis. Sie muss jedoch nach wie vor ein eigenes Kennzeichen führen.
Die Steuerfreiheit besteht aber nur, wenn die Fahrzeugpapiere auf Leichtkraftrad ausgestellt sind, also umgeschrieben wurden.
Als Führerschein reicht jetzt die Klasse A1 aus, jedoch muss wegen der Höchstgeschwindigkeit von 95 km/h der Fahrer mindestens 18 Jahre alt sein. Seit dem 18. Januar 2013, dem Tag, an dem die 80-km/h-Begrenzung für 125-cm³-Motorräder aufgehoben wurde, dürfen auch schon 16-jährige Jugendliche, sofern sie im Besitz eines Führerscheins der Klasse A1 sind, die NSU Superfox fahren. Ältere Fahrer, die ihren PKW-Führerschein der Klasse 3 vor dem 1. April 1980 erworben haben, dürfen die Superfox seitdem auch fahren, da in der Klasse 3 bis zum 1. April 1980 Leichtkrafträder eingeschlossen waren.